# 奇利 (新墨西哥州)
奇利（英語：Chili）是位於美國新墨西哥州里奧阿里巴縣的普查規定居民點。

## 人口
根據2020年美國人口普查的數據，奇利的面積為8.59平方千米，當中陸地面積為8.50平方千米，而水域面積為0.09平方千米。當地共有人口541人，而人口密度為每平方千米62.98人。